# 노장회
노장회(일본어: 老壮会 로소카이[*])는 일본 다이쇼 시대의 사상단체로, 급진적 국가주의 단체의 원천이 되었다.
이 단체는 1918년 10월 9일 창립되어, 1921년까지 지속되었다.